# 荘銀山形ビル
荘銀山形ビル（しょうぎんやまがたビル）は、山形市本町に所在し、荘内銀行の本店などが入居するオフィス・レジデンスビル。

## 概要
荘内銀行が老朽化した山形支店を県都の拠点として整備すべく、同行関連会社であった荘銀オフィスサービスが施工代表者となり、建設省の優良建築物整備事業の適用を受け、総工費約32億円を投じビルを建設。1997年（平成9年）11月竣工した。
2025年（令和7年）5月26日、荘内銀行が本店所在地を山形市に変更し、山形営業部は山形本店営業部に改称した。ビルには同行本部部署、グループ企業等が入居する。

## 入居テナント
| 階 | テナント                                                               |
| -- | ---------------------------------------------------------------------- |
| 9  | レジデンス                                                             |
| 8  | フィデア情報総研山形支社、フィデアリース本社、廣建山形サービスセンター |
| 7  | 富士通山形支店、山形不動産サービス本社、フィデアキャピタル本社         |
| 6  | 東北送配電サービス山形支社                                             |
| 5  | 荘内銀行                                                               |
| 4  | 荘内銀行                                                               |
| 3  | 荘内銀行（受付）                                                       |
| 2  | 荘内銀行、荘銀山形ビル管理事務所                                       |
| 1  | 荘内銀行山形本店営業部                                                 |
| B1 | 駐車場                                                                 |

## 近隣施設
- 山形グランドホテル
- 八文字屋
- 山形市立病院済生館